# Art Department
Art Department est un groupe de musique électronique canadien.

## Biographie

### Formation
Bien qu'étant amis depuis longtemps, Jonny et Kenny n'ont formé Art Department qu'en 2009. Kenny Glasgow assure les parties chantées des morceaux, et Jonny White compose les musiques grâce à Ableton Live et un ensemble de machines comprenant des synthétiseurs  Roland Super Jupiter (en), Juno-106, Jupiter 8 (appartenant à Jamie Jones), un Waldorf Microwave, un Moog Slim Phatty (en) et un  Tetra de chez Dave Smith Instruments.

### 2010:Without You
Les deux Canadiens sortent sur Crosstown Rebels un maxi intitulé Vampire Nightclub / Without You . Vampire Nightclub est le fruit d’une collaboration avec l'américain Seth Troxler ; Without You est désigné morceau de l'année par Resident Advisor.

### 2011:The Drawing Board
Cet album autoproclamé comme « le disque de house le plus attendu depuis Homework » est noté 4 sur 5 par Resident Advisor.